# Loredana Di Cicco
Loredana Di Cicco (Napoli, 21 luglio 1975) è una conduttrice televisiva e attrice italiana.

## Biografia
Ha iniziato a lavorare come attrice e in seguito come conduttrice televisiva, sul finire degli anni novanta, interpretando anche numerosi spot pubblicitari. A partire dal 2000 ha cominciato la sua attività di conduttrice di programmi di televendite su Hot, emittente sorta sulle ceneri di Rete Mia. Nei primi anni 2000 compare inoltre in televisione in qualità di attrice, nella fiction Sei forte maestro e come conduttrice di uno dei programmi di punta della neonata LA7, Call Game.
Seguì il percorso dell'emittente Hot, che cambiò nome in Home Shopping Europe e dall'estate del 2003 conduce le televendite anche sulle tre reti Mediaset nazionali, grazie a una Joint venture, lavoro che continua tuttora a esercitare comparendo sugli schermi televisivi delle tre reti nazionali in svariate fasce orarie giornaliere.
In seguito, dopo la nascita del canale Mediashopping nel 2005, la Di Cicco ne è diventata uno dei volti di punta. Nello stesso anno ha inoltre partecipato con un ruolo minore alla fiction Incantesimo 8. Nel 2013 tornò nella sede della sua partenza, ora HSE24 come presentatrice. Ha partecipato nel 2007 a Sabato italiano su Rai International e ha ricevuto un premio nel programma La grande notte per via delle sue doti di conduttrice, oltre ad aver recitato nella sitcom Casa Mediashopping, andata in onda, oltre che sul canale delle televendite, anche su Retequattro.
Ha condotto anche alcuni programmi per emittenti come Rai Sat, Canale lavoro e Rai International e ha partecipato al programma di Italia 1 Giallo 1.
Ha inoltre recitato in diversi spettacoli teatrali come Macbeth, Nati da una strega, Padri?!.
Laureata in Psicologia con indirizzo clinico a pieni voti, continua il suo percorso di studio, formazione e specializzazione rimanendo uno dei volti noti di GM24, canale 37 del digitale terrestre.